# Hilliard Ensemble
El Hilliard Ensemble fue un cuarteto vocal británico dedicado a la interpretación de música antigua y dirigido por Paul Hillier. Fundado en 1974, el nombre del grupo es un homenaje al pintor miniaturista inglés Nicholas Hilliard (1547-1619). Los miembros originales fueron Hillier, Errol Girdelstone, Paul Elliot y David James.
Aunque la mayor parte de los trabajos del Hilliard Ensemble se centra en la música medieval y en la renacentista, el conjunto también ha interpretado música contemporánea, trabajando a menudo con el compositor estonio Arvo Pärt, e incluyendo en sus conciertos obras de
John Cage, Gavin Bryars, Giya Kancheli y Heinz Holliger.
En 1993, en plena ola de interés popular por el canto gregoriano, el Hilliard Ensemble, en colaboración con el saxofonista de jazz Jan Garbarek, publicó el disco Officium, que en muchos países europeos obtuvo los primeros puestos en las listas de ventas. Otra colaboración con Jan Garbarek es secuela de Officium: el disco doble Mnemosyne, publicado en 1999.

## Discografía
Las grabaciones que se enumeran a continuación se han ordenado por la fecha en que fueron publicadas o grabadas por primera vez, pero se han puesto las ediciones más modernas que se pueden encontrar actualmente en CD.
- 1977 - The Romantic Englishman. Meridian[4] DUOCD 77002 (LP)
- 1977 - Popular music from the time of Henry VIII. Junto con miembros del New London Consort. Saga Classics 3357.
- 1978 - Songs for a Tudor King. Saga Classics 5461.
- 1980 - Power: Missa Alma redemptoris mater / Motets. Virgin Edition 61 345.
- 1981 - The Merry Companions. Songs and Catches from Purcell to Arne. Reeditado en CD como: 17th & 18th Century Songs & Catches. Saga Classics EC 3332-2
- 1981 - De Monte: Sacred & Secular Works. Junto con el Kees Boeke Consort.[5] EMI Reflexe 63428 2.
- 1982 - Cipriano de Rore: Le Vergine. Madrigaux à quatre voix. Harmonia Mundi "Musique d'abord" HMA 190 1107.
- 1982 - Dunstable: Motets. Virgin Veritas Edition 61342.
- 1982 - Medieval English Music. Anonymes des XIVe et XVe siècles. Harmonia Mundi "Musique d'abord" HCX 395 1106.
- 1983 - Isaac: Sacred & Secular Works. Junto con Kees Boeke Consort. EMI Reflexe 63063 2.
- 1983 - Marenzio: Madrigals. UEA Recordings 82126 (LP)
- 1983 - Schütz: St. Matthew Passion.[6] EMI Reflexe CDC 7 49200 2
- 1983 - Lassus: Motets & Chansons. Virgin Veritas Edition 61166.
- 1983 - Byrd: Masses, Lamentations, Motets. EMI Reflexe CDS 7 49205 8.
- 1984 - Josquin: Motets and Chansons. Virgin Veritas Edition 61302.
- 1984 - J.S. Bach: Motets. Junto con el Knabenchor Hannover y London Baroque.[7] EMI Reflexe 49204
- 1984 - Ockeghem: Requiem / Missa Mi-Mi. Virgin Veritas Edition 61219.
- 1984 - The Singing Club. Ravenscroft, Lawes, Purcell| Arne. Harmonia Mundi 901153
- 1984 - Sumer is Icumen in. Medieval English Songs.[8] Harmonia Mundi "Musique d'abord" HMA 195 1154.
- 1984 - Palestrina: Canticum canticorum - Spiritual Madrigals. Virgin Veritas 62239 (2 CD).
- 1985 - Heinrich Schütz: Opus ultimum (Der Schwanengesang).[9] Junto con el Knabenchor Hannover y London Baroque. Virgin Veritas 61306 (2 CD).
- 1985 - Lassus: Penitential Psalms. Junto con el Kees Boeke Consort. EMI Reflexe CDS 7 49211 8 (2 CD).
- 1986 - Byrd: Songs of Sundrie Natures.[10] Music for Voices and Viols. Junto con London Baroque. EMI Reflexe 7 47961 2.
- 1987 - Thomas Tallis: The Lamentations of Jeremiah. ECM New Series 1341 / 833 308-2.
- 1987 - Dufay: Missa L'Homme armé, Motets. EMI Reflexe CDC 7 47628 2.
- 1987 - Arvo Pärt: Arbos.[11] Junto con Gidon Kremer, Vladimir Mendelssohn, Thomas Demenga,[12] Brass Ensemble, Staatsorchester Stuttgart[13] dirigida por Dennis Russell Davies. ECM New Series 1325
- 1987 - Music from the time of Christian IV. BIS CD-389
- 1987 - Draw on Sweet Night. English Madrigals. EMI Reflexe 49197.
- 1988 - Mozart: Vespers, Ave verum corpus. Junto con el Choir of King's College, Cambridge. EMI CDC 7 49672 2
- 1988 - Arvo Pärt: Passio.[14] ECM New Series 1370
- 1989 - Guillaume de Machaut: Messe de Nostre Dame. Le Lai de la Fonteinne. Ma fin est mon commencement.[15] Hyperion CDA 66 358 .
- 1989 - Sacred and Secular Music from six centuries. Hyperion Helios CDH 55148.
- 1989 - Ockeghem: Missa Prolationum - Marian Motets. Virgin Veritas Edition 61484.
- 1989 - Perotin. ECM New Series 1385.
- 1988 - Dowland: Ayres. EMI Reflexe 7 49805 2
- 1989 - Josquin: Missa Hercules Dux Ferrariae. EMI Reflexe CDC 7 49960 2.
- 1989 - German Romantic Partsongs. EMI Reflexe CDC 7 54017 2
- 1990 - Music of the Middle Ages. Junto con The Western Wind.[16] Es un libro con dos casetes. Schirmer Books[17] ISBN 0-02-872953-6. Reedición parcial en CD: Medieval Music. Conifer Records - The Sunday Times "The Music Collection" ST 4.
- 1990 - Gesualdo: Tenebrae. ECM New Series 1422 (2 CD).
- 1990 - Pierre de La Rue: Missa cum iocunditate - Motets. Virgin Veritas Edition 61392.
- 1990 - The Old Hall Manuscript. Virgin Edition Edition 61393.
- 1990 - Introitus. Junto con Hespèrion XX.
- 1990 - Arvo Pärt: Miserere.[18] Junto con la Orchester der Beethovenhalle Bonn.[19] ECM New Series 1430
- 1991 - Spanish and Mexican Renaissance Vocal Music. EMI Reflexe 54341. Reeditado como Spain & The New World en Virgin Veritas Edition 61394.
- 1991 - Cristóbal de Morales: Missa Mille regretz / Magnificat. Almaviva DS-0101.
- 1991 - Italian Renaissance Madrigals. EMI Reflexe CDC 7 54435 2.
- 1992 - Walter Frye.[20] ECM New Series 1476.
- 1993 - Codex Speciálník.[21] ECM New Series 1504.
- 1993 - Gavin Bryars: Vita Nova.[22] ECM New Series 1533
- 1993 - Officium. Con Jan Garbarek. ECM New Series 1525.
- 1993 - Lassus: Missa pro defunctis / Prophetiae Sibyllarum. ECM New Series 1658.
- 1994 - Giya Kancheli: Abii ne viderem.[23] Junto con Kim Kashkashian y la Orquesta de Cámara de Stuttgart dirigida por Dennis Russell Davies. ECM New Series 1510
- 1994 - Festival de Musique ancienne de Saintes, 1972-1991. Vingt figures rhétoriques d'une passion. Varios grupos. K617 016.
- 1995 - A Hilliard Songbook. ECM New Series 1614/15 (2 CD)
- 1995 - Arvo Pärt: Litany.[24] Junto con la Orquesta de Cámara de Tallin[25] y el Coro de Cámara Filarmónico Estonio.[26] ECM New Series 1592
- 1996 - Sweet love, sweet hope. Music from a 15th-century Bodleian manuscript. Carbon 7 C 7048; Isis Records CD030.
- 1996 - Perotin and the Ars Antiqua. Coro 16046.
- 1997 - For Ockeghem. Coro 16048.
- 1997 - Gavin Bryars: Cadman Requiem.[27] Con Fretwork. Point Music 462 511-2
- 1998 - Antoine Brumel. Coro 16052.
- 1998 - Guillaume Dufay: Missa Se la face ay pale.[28] Coro COR 16055.
- 1998 - Mnemosyne.[29] Junto con Jan Garbarek. ECM New Series 465 122-2 (o 1700 / 01) (2 CD).
- 1998 - Andrew Keeling:[30] Quickening the Dead. Junto con Bacchanalia[31] (Susanna Pell).[32] Riverrun Records 55
- 1998 - Lockerby Memorial Concert. Junto con Gavin Bryars y Fretwork. Gavin Bryars Records BCGBCD03.
- 2000 - In Paradisium. Music of Victoria and Palestrina. ECM New Series 1653.
- 2000 - Cornelis de Bondt:[33] Bloed. Junto con el Conjunto de viento de los Países Bajos.[34] Nederlands Blazers Ensemble "Live" CD 004.
- 2000 - Morimur (after J.S. Bach). Junto con Christoph Poppen.[35] ECM New Series 1765 (2 CD)
- 2001 - Bach / Webern: Ricercar. Junto con la Orquesta de Cámara Muniquesa[36] y Christoph Poppen. ECM New Series 1774
- 2002 - Tigran Mansurian: Monodia. ECM New Series 1850
- 2003 - Stephen Hartke:[37] Tituli / Cathedral in the Thrashing Rain. ECM New Series 1861
- 2004 - Machaut: Motets. ECM New Series 1823.
- 2004 - Johann Sebastian Bach: Motetten. ECM New Series 1875
- ???? - Luca Belcastro: ... germinación y canto. Junto con Neue Vocalsolisten, el oh ton-ensemble, la Orchestra Cantelli[38] y la Orchestra Milano Classica. Moretti Multimedia MOM001
- 2004 - Singer Pur Featuring The Hilliard Ensemble. Rihm, Sciarrino, Moody, Metcalf. Junto a Singer Pur.[39] Oehms Classics[40] OC 354
- 2004 - Augusta Read Thomas:[41] Gathering Paradise: Emily Dickinson Settings[42] / Jacob Druckman: Summer Lightning / Stephen Hartke: Symphony No. 3. Junto a la Orquesta Filarmónica de Nueva York dirigida por Lorin Maazel. New World Records[43]  80648-2
- 2005 - Arvo Pärt: Lamentate.[44] Junto a la Orquesta Sinfónica de la Radio de Stuttgart dirigida por Andrey Boreyko.[45][46] ECM New Series 1930
- 2006 - Nicolas Gombert: Missa Media Vita In Morte Sumus.[47] ECM New Series 1884.
- 2006 - Roger Marsh:[48] Albert Giraud's Pierrot Lunaire. Junto con Red Byrd,[49] Juice,[50] The Ebor Singers,[51] Linda Hirst[52] y Joe Marsh.[53] NMC Recordings[54] NMC D127
- 2008 - Rolf Riehm:[55] aprikosenbäume gibt es, aprikosenbäume gibt es.[56] Junto con Theo Nabicht,[57] Ascolta[58] y el ensemble recherche.[59] Cybele Records[60] SACD 860.701
- 2008 - Audivi vocem. Obras de Thomas Tallis, Christopher Tye, John Sheppard. ECM New Series 1936
- 2008 - Trigonale 2007 - Festival der Alten Musik. Junto con el Ensemble La Fenice,[61] el Ensemble Unicorn, la Harmony of Nations Baroque Orchestra, Concertino Amarilli, Il Giardino Armonico y Christine Schornsheim.[62] Raum Klang[63] RK 2705 (2 CD).
- 2009 - Officium Novum. Con Jan Garbarek. ECM New Series 2125
- 2009 - Boris Yoffe:[64] Song of Songs.[65] Con el Rosamunde Quartett.[66] ECM New Series 2174

Música de cine:
- 1996 - Lilies - Les Feluettes.[67] Música de Mychael Danna. Varèse Sarabande[68] VSD 5868

DVD:
- 1988 - Arvo Pärt: St. John Passion. Arthaus Musik 100 248
- 1989 - Orlando di Lasso: Le Lagrime di San Pietro[69] / Johannes Ockeghem: Missa pro defunctis . Junto con The Consort of Musicke. Cascade GmbH
- 2002 - Wenn Engel singen.[70] Inpetto-filmproduktion[71]
- 2005 - Thy Kiss of a Divine Nature.[72] The Contemporary Perotin. Arthaus Musik[73] 100 695 (2 DVD + CD).